# Rząd Maxa Hussarka
Rząd Maxa Hussarka – rząd austriacki, rządzący Cesarstwem Austriackim od 25 lipca do 25 października 1918.

## Skład rządu
- premier - Max Hussarek
- rolnictwo – Ernst Silva-Tarouca
- handel – Friedrich von Wieser
- wyznania i oświata – Jerzy Madeyski
- finanse – Ferdinand Wimmer
- sprawy wewnętrzne – Edmund Gayer
- sprawiedliwość – Hugo Schauer
- roboty publiczne – Emil Herimberg
- koleje – Karl Banhans
- sprawy socjalne – Viktor Mataja
- zdrowie – Iwan Horbaczewski
- obrona krajowa – Karl Czapp
- minister bez teki (do spraw Galicji) – Kazimierz Gałecki